# 바르바라 반데이라
바르바라 반데이라(Bárbara Bandeira, 2001년 6월 23일 ~ )는 포르투갈의 가수이며, 1999 유로비전 송 콘테스트 포르투갈 대표로 유명한 후이 반데이라의 막내 딸이다. 13살이던 2014년 《더 보이스 키즈》 포르투갈에 참가한 이력이 있다. 데뷔 앨범 Cartas는 포르투갈 음반 차트 앨범 1위를 했으며, 2018 골든 글로브상 신인상을 수상했다.

## 음반 목록
- Cartas (2018)